# Akhatész

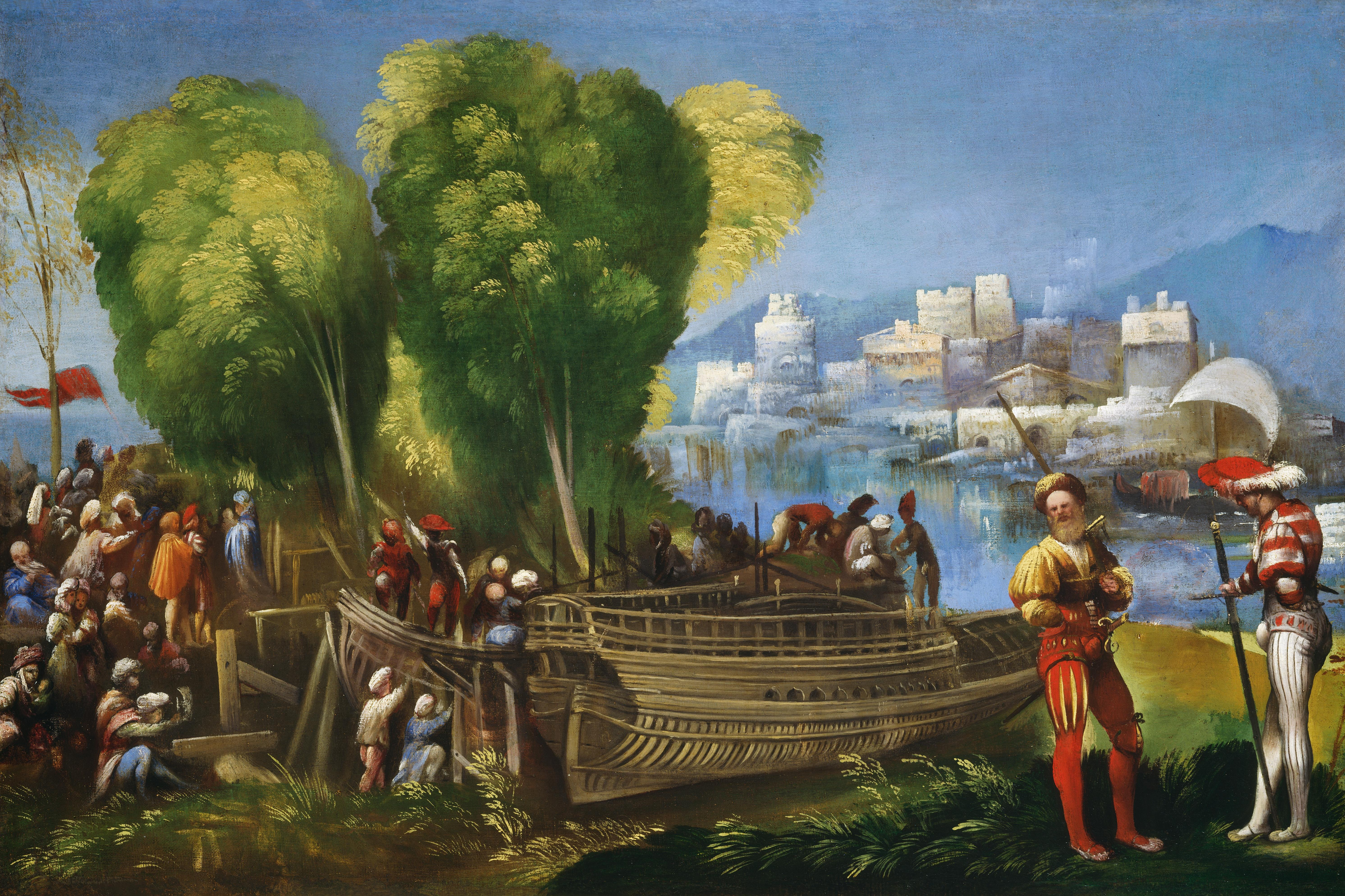
Dosso Dossi: Aineiasz és Akhatész, 1520 környékéről

Akhatész (ógörögül: Ἀχάτης) a római mitológia egy alakja, aki azonban a görög mitológiához is kapcsolódik. Vergilius Aeneas-a szerint a trójai hős, Aineiasz legjobb barátja és egyben fegyverhordozója volt. Vergilius előtt Akhatész nem található az antik irodalomban, és az Aeneas-ban is csak kevés alkalommal jelenik meg. Akhatész elsőként köszönti az újrafelfedezett Itáliát, és egy másik, harci jelenetben kerül bemutatásra.
Vergiliustól eltekintve egyetlen alkalommal kerül említésre az ókori irodalomban, de nem egyértelmű, hogy ez időben Vergilius munkája elé tehető-e. Eusztathiosz szerint ő volt az a trójai, aki Próteszilaoszt, az elsőként partra lépő görög katonát megölte. Ezt a tettet azonban más művek Hektórnak, Euforbosznak, Küknosznak, vagy épp Aineasznak tulajdonítják.

## Fordítás
- Ez a szócikk részben vagy egészben az Achates című német Wikipédia-szócikk ezen változatának fordításán alapul.  Az eredeti cikk szerkesztőit annak laptörténete sorolja fel. Ez a jelzés csupán a megfogalmazás eredetét és a szerzői jogokat jelzi, nem szolgál a cikkben szereplő információk forrásmegjelöléseként.